# Římskokatolická farnost u kostela sv. Norberta Praha-Střešovice
Římskokatolická farnost u kostela svatého Norberta Praha-Střešovice je územním společenstvím římských katolíků a jednou z 24 farností II. pražského vikariátu arcidiecéze pražské. Centrem farnosti je kostel svatého Norberta, je spravována strahovskými premonstráty a jejím administrátorem je od roku 2020 P. ThLic. Petr Ivan Božik O.Praem.

## Historie farnosti
Před výstavbou novorománského kostela svatého Norberta sloužila místním věřícím k jejich liturgickým potřebám kaple Panny Marie Královny andělů, zrušená v roce 1811, náležející k farnosti u kostela svatého Jana Nepomuckého v Trníčku. Po rozdělení této farnosti v roce 1887 vznikla ve Střešovicích lokálie Andělka, jejímž farním centrem byla kaple zřízená ve druhém poschodí dnes již zaniklé usedlosti Andělka. Stavba nového kostela, započatá v roce 1890, vyvrcholila 12. července 1891 vysvěcením dokončené stavby strahovským opatem Zikmundem Starým a v souvislosti s tím byla i lokálie povýšená na farnost. Ta k roku 1911 pokrývala území Velkých a Malých Střešovic, Malovanku, Šlajferku, Petinku a Velkou a Malou Kajetánku.

## Duchovní správa

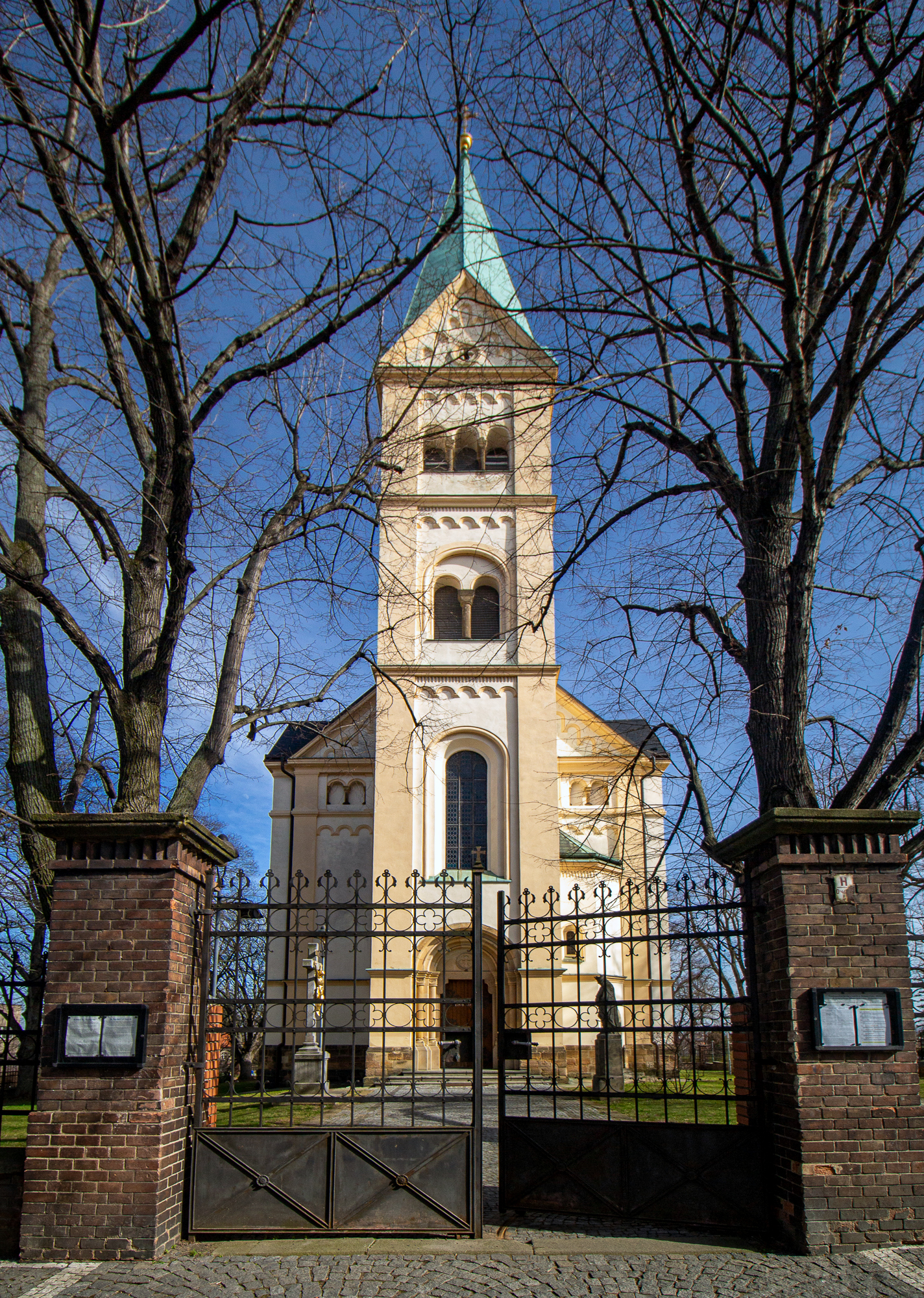
Farní kostel svatého Norberta

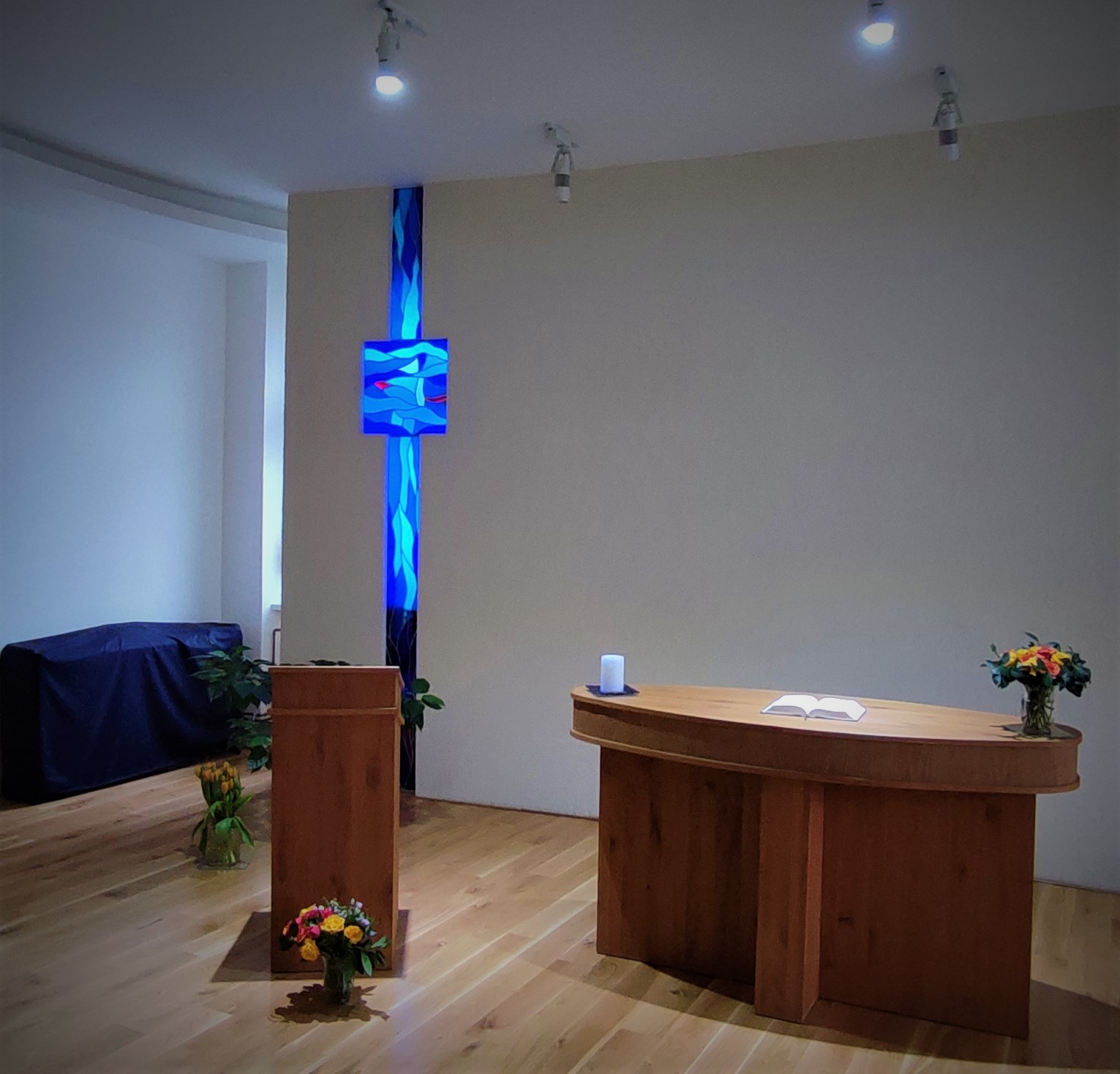
Interiér kaple Milosrdného Samaritána ve Vojenské nemocnici

Chronologický přehled správců od založení farnosti:
- 1891–1908 P. Norbert Horáček, O.Praem.
- 1908–1938 P. Tomáš Trykar, O.Praem.
- 1938–1940 P. Alois Peterka, O.Praem.
- 1940–1941 P. Norbert Štulík, O.Praem.
- 1941–1958 P. Arnošt Josef Voves, O.Praem.
- 1958–1959 P. Hroznata Karel Sequens, O.Praem.
- 1959–1967 P. Josef Čepička
- 1968–1969 P. Josef Václav Kára, O.Praem.
- 1976–1991 P. Jaroslav Zrzavý
- 1991–1996 P. Adrián Pavel Zemek, O.Praem.
- 1996–1998 P. Daniel Peter Janáček, O.Praem.
- 1998–2007 P. Tadeáš Juraj Dubec, O.Praem.
- 2007–2008 P. Jeroným Filip Hofmann, O.Praem.
- 2008–2019 P. Wolfgang Karel Horák, O.Praem.
- 2019 P. Martin Jozef Bartoš, O.Praem.
- od 2020 P. Petr Ivan Božik, O.Praem.

## Kostely a kaple na území farnosti
- Farní kostel svatého Norberta ve Střešovicích
- Nemocniční kaple Milosrdného Samaritána ve Vojenské nemocnici na Břevnově
- Klášterní kaple Panny Marie Andělské při Kongregaci Školských sester řeholního řádu svatého Františka u bývalé usedlosti Šlajferka na Břevnově[1]